# Musée Frédéric-Mistral
Le musée Frédéric Mistral est un musée consacré à l'écrivain provençal Frédéric Mistral (1830-1914) installé dans une bastide du XIXe siècle où il vécut, dans le village de Maillane, dans le massif des Alpilles et les Bouches-du-Rhône. La maison, son jardin et ses dépendances sont classés aux monuments historiques depuis le 10 novembre 1930.

## Historique

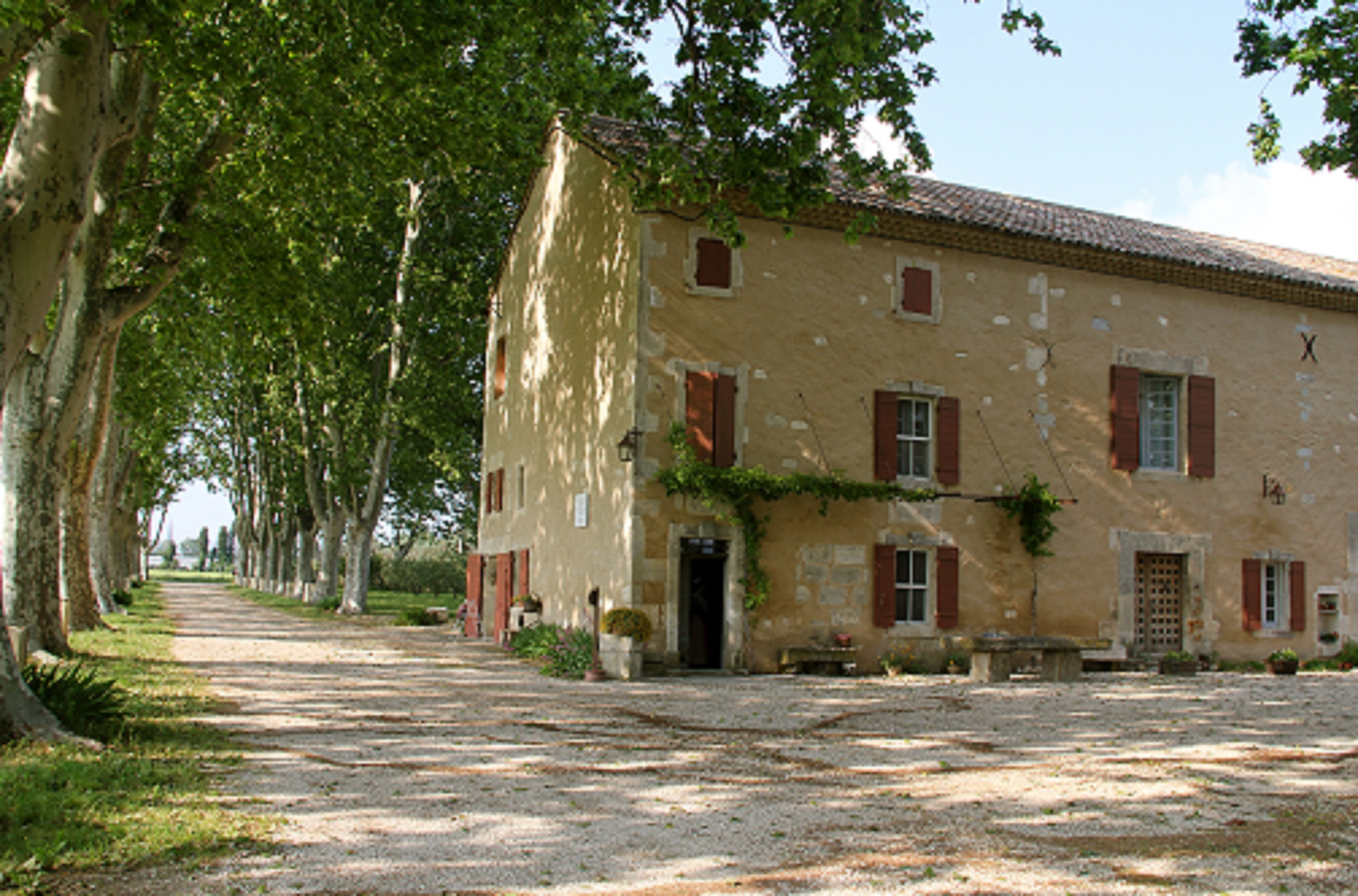
Mas du Juge à Maillane

Frédéric Mistral a eu trois demeures successives à Maillane, le « Mas du Juge », la « Maison du Lézard » et enfin celle qui est connue sous le nom de Musée Frédéric-Mistral.
Le mas du Juge, un domaine de 25 hectares, situé entre Maillane et Saint-Rémy, devint propriété de la famille Mistral en 1803. Après la mort de son père Antoine, en 1827, François Mistral en hérita. Le père du futur poète était alors veuf de Louise Laville. De ce mariage était né Louis, demi-frère de Frédéric Mistral,.
Le 26 novembre 1828, François Mistral, veuf depuis 1825, se remaria avec Adélaïde Poullinet. C'est de cette union que naquit le 8 septembre 1830, Joseph-Étienne-Frédéric Mistral, dont toute l'enfance et la jeunesse se passèrent au Mas du Juge,,.
Frédéric et sa mère furent contraints de quitter le Mas du Juge, en 1855, après la mort de François Mistral. Celui-ci revenait à Louis, le fils aîné. Ils durent s'installer dans une petite maison familiale, au sud du village, qui leur avait
été attribuée dans le partage d'hoirie. Frédéric lui donna, en 1903, le nom de « Maison du Lézard » après avoir fait installer un cadran solaire orné de ce petit reptile. C'est là qu'il termina Mirèio, commencée au Mas du Juge, et qu'il écrivit Calendau,,.
Cette maison est devenue depuis bibliothèque municipale, office de tourisme et centre de recherches mistraliennes.
|                                                      |  |                                                              |
| « Maison du Lézard » avec le cadran solaire en 1914. |  | Frédéric Mistral reçoit Raymond Poincaré à Maillane en 1913. |

Frédéric Mistral y habita jusqu'en 1875, année ou il put aménager dans la maison qu'il avait fait construire à Maillane, juste devant la Maison du Lézard. Un an plus tard, le 27 septembre 1876, il épousait à Dijon, Marie Louise Aimée Rivière. Ce fut ici qu'ils vécurent. Il y composa une grande partie de son œuvre (couronnée en 1904 par le Prix Nobel de littérature). Il y reçut de nombreuses personnalités dont le président de la république Raymond Poincaré, le roi des Belges, le cuisinier Auguste Escoffier. Elle devint, après la mort du poète le 25 mars 1914 et celle de sa veuve, le 6 février 1943, le Museon Frederi Mistral,.
Mistral fut inhumé au cimetière de Maillane dans un tombeau qu’il s'était fait construire en 1906 sur le modèle du Pavillon d’Amour de la Reine Jeanne des Baux-de-Provence. Dans son testament du 7 septembre 1907, Mistral avait légué à sa commune de Maillane, sa maison « avec les terrains, jardin, grille, murs, remise et constructions qui l'entourent ou en dépendent... avec les objets d'art, les tableaux, les gravures, les livres et la bibliothèque qu'elle contient, afin qu'on en fasse le musée et la bibliothèque de Maillane, et aussi les meubles qui sont dans la maison à condition qu'ils n'en soient pas enlevés ». Il spécifiait en outre que la commune n'entrerait en possession qu'après la mort de son épouse.
Le Museon est classé monument historique depuis le 10 novembre 1930, son mobilier depuis le 10 février 1931, ce qui a permis à cette demeure de conserver l'aspect qu'elle avait du vivant de Frédéric Mistral.

## Musée Frédéric-Mistral
En 1944 la maison de Frédéric Mistral avec vestibule, salon, bureau, salle à manger, trois chambres à l’étage, entièrement meublés d'origine devient « Musée Frédéric-Mistral » après la disparition de son épouse Marie-Louise Mistral en 1943. Le service des Monuments Historiques restaure le musée avec soin entre 1992 à 1995 conservé tel qu'il était de son vivant.
Le musée présente des objets, œuvres d'art, portraits, peintures, sculptures, tableaux, photographies, quelque 60 000 lettres reçues par le poète tout au long de son existence, environ 1 200 ouvrages ayant appartenu au poète et autres souvenirs accumulés...
Un jardin méditerranéen de 1 000 m2 créé par le poète en 1876 en même temps que sa maison présente 67 espèces végétales répertoriées et des statues de Achard.
La porte d'entrée de la façade sud présente deux ensembles de monogrammes (E et C pour Estérelle et Calendal, V et M, en l'honneur des héros de Mirèio, Vincent et Mireille) et sur le linteau, une composition allégorique ainsi que la devise du poète (« Lou soulèu me fai canta »/ Le soleil me fait chanter).

## Fréquentation
| Année | Entrées gratuites | Entrées payantes | Total |
| ----- | ----------------- | ---------------- | ----- |
| 2001  | 1 000             | 3 202            | 4 202 |
| 2002  | 879               | 2 216            | 3 095 |
| 2003  | 338               | 1 709            | 2 047 |
| 2004  | 725               | 2 639            | 3 364 |
| 2005  | 1 075             | 2 408            | 3 483 |
| 2006  | 800               | 2 600            | 3 400 |
| 2007  | 609               | 2 415            | 3 024 |
| 2008  | 1 920             | 1 868            | 3 788 |
| 2009  | 3 298             | 2 331            | 5 629 |
| 2010  | 4 264             | 1 645            | 5 909 |
| 2011  | 2 764             | 1 649            | 4 413 |
| 2012  | 2 167             | 1 469            | 3 636 |
| 2013  | 4 145             | 1 595            | 5 740 |
| 2015  | 862               | 1 621            | 2 483 |